# Valerie Hall
Valerie Sala es una profesora en paleoecología en la Universidad Queen’s de Belfast. Estudió botánica en dicho centro universitario en 1968 y posteriormente obtuvo el doctorado en Paleoecología en 1989. Ha producido una serie de publicaciones de las cuales una de la más conocida puede ser Flora Hibernica que escribió en colaborración con J. Pilcher y fue editada en el 2001.
Es la directora de investigación en la Escuela de Arqueología-Paleoecología en la Universidad Queen’s de Belfast. Valerie es vicepresidenta de la comisión INQUA para Tephrochronology y Volcanology y es secretaria honoraria de la Sociedad Irish Naturalists' Journal Ltd.

## Publicaciones
Tiene 30 artículos revisados por pares y listados en Scopus. Entre ellos se encuentra Dates of Holocene Icelandic volcanic eruptions from tephra layers in Irish peats Pilcher, J.R., Hall, V.A., McCormac, F.G. Holocene 5 (1), pp. 103–110, (1995), el cual fue citado 85 veces en marzo de 2010.
- Hall, V.A. y Bunting, L. (2000) Tephra-dated pollen studies of medieval landscapes in the north of Ireland. In: Gaelic Ireland c.1250-1650: land lordship and settlement. Eds P. Duffy, D. Edwards y E. Fitzpatrick. Four Courts Press Dublin, 207-222.
- Hall, V.A. (2000) A comparative study of the documentary and pollen analytical records of the vegetational history of the Irish landscape, 200-1650 AD. Peritia 14, 342 -371.
- Hall, V.A. (2001) Ancient record keepers. Wild Ireland 1 (2), 54-56.
- Hall, V.A, Holmes, J. y Wilson, P. (2001) Holocene tephrochronological studies in the Falkland Islands. In Tephras; chronology and archaeology, (eds) E. Juvigne y J.P. Raynal. Les dossiers de l'Archeo-logis No 1, 39-44.
- Hall, V.A. y Mauquoy D. (2005) Tephra-dated climate and human-impact studies during the last 1500 years from a raised bog in central Ireland. The Holocene 15, 1086-1093.
- Hall, V.A. y Pilcher, J.R. (2002) Late-Quaternary Icelandic tephras in Ireland and Great Britain: detection, characterization and usefulness. The Holocene 12, 223-230.
- Pilcher, J.R. y Hall, V.A. (2001) Flora Hibernica: the wild flowers, plants and trees of Ireland. Collins Press, Cork..